# Ristomatti Ratia

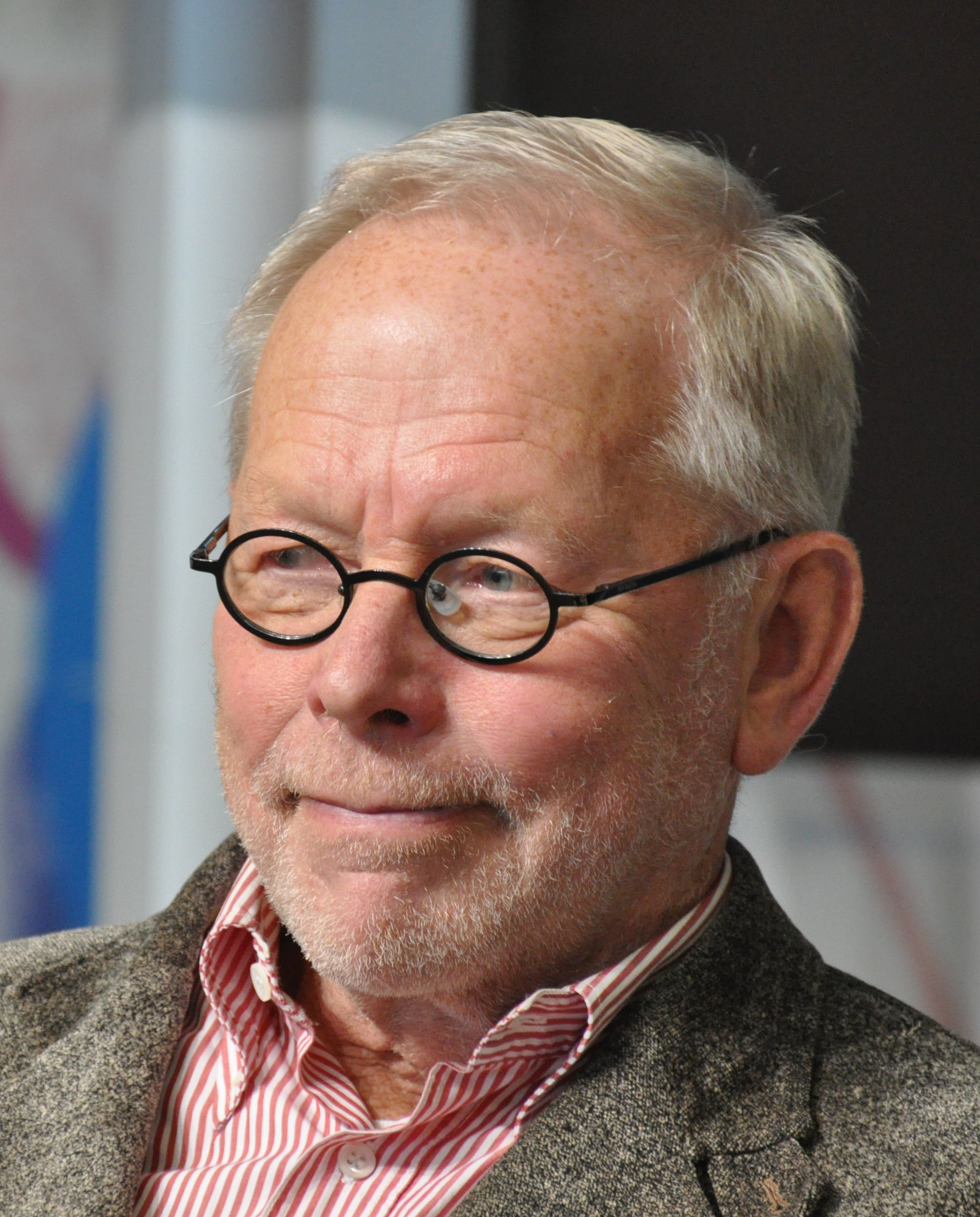
Ristomatti Ratia

Ristomatti Ratia, född 23 maj 1941 i Helsingfors, är en finsk formgivare. 
Ristomatti Ratia är son till Marimekkos grundare Armi Ratia och till Viljo Ratia. Han utbildade sig till formgivare i Storbritannien. Han
arbetade på Marimekko 1967–1969 och grundade 1969 Decembre Oy som fick en stor framgång i Markiisilaukku-väskorna ritade av Ratia. 1972 lanserades förvaringskubserien Palaset och 1973 formgav Ratia de första lakanen för Marimekko i ett samarbete med Porin Puuvilla Oy och Kooperativa förbundet.